# Freier Dienst
Freier Dienst ist ein patriotisches, österreich-ungarisches Kriegsstummfilmdrama aus dem Jahre 1918 von Luise Kolm und Jakob Fleck mit Max Neufeld in der Hauptrolle. Die Geschichte basiert auf dem gleichnamigen Bühnenstück (1916) von Leo Feld.

## Handlung
Galizisch-russischer Kriegsschauplatz inmitten des Ersten Weltkriegs. Oberleutnant von Kellersberg befindet sich wie so viele Österreicher seiner Generation im Felde und steht an der Ostfront dem russischen Feind gegenüber. Eines Tages erhält das Schloss, in dem er und seine Truppe untergebracht wurde, Besuch aus Wien. Oberst Riedel ist nebst Gattin und Tochter Valerie eingetroffen. Sofort verliebt sich der schmucke Offizier Kellersberg in die attraktive junge Frau, die seine Gefühle erwidert. Doch die Sache hat einen Haken: Valerie ist verlobt, und jener Verlobte ist gleichfalls angereist. Der Unmöglichkeit dieser Liebe bewusst, meldet sich von Kellersberg, obwohl er einen sehr viel ruhigeren Posten übernehmen könnte, zu einem gefährlichen Einsatz im Rahmen des so genannten freiwilligen Dienstes, der zumeist ein Himmelfahrtskommando bedeutet, aus dem man nicht mehr zurückkehrt. Auch Kellersbergs patriotischer Aufopferungswille, sein „freier Dienst“, bleibt umsonst, denn er fällt im Schlachtengetümmel. Eingeflochten in diese Geschichte von Heldentum, Pflichtbewusstsein und Aufopferungswillen, mit dem im letzten Kriegsjahr 1918 noch einmal die letzten Reserven im untergehenden Österreich-Ungarn mobilisiert werden sollten, „sind diverse Szenen, von denen die des polnischen Juden Wasserbein besonders hervorragend sind“.

## Produktionsnotizen
Freier Dienst entstand im Frühjahr 1918 und wurde  am 4. Oktober 1918 uraufgeführt. Die Länge des Vierakters betrug rund 1600 Meter. Der Film ist heute nur noch als sechsminütiges Fragment erhalten.

## Wissenswertes
Dieser Film war die zweite von zwei Kinoproduktionen – die andere war Der Unbekannte (1912) –, die die hochadelige Bühnenschauspielerin Gräfin Claire Wolff-Metternich-Wallentin (1879–1934) gedreht hat.

## Kritiken
In Wiens Neue Kino-Rundschau heißt es: „Alle Bewunderer der bewährten Regiekunst, der bekannten Collaboratoren Kolm und Fleck, sowie die Freunde der vortrefflichen Schauspieler Ekmann [sic!], Neufeld, Edthofer und Grete [sic!] Haid werden voll auf ihre Kosten kommen, denn selten hat man Gelegenheit, einen Film zu sehen, der besser inszeniert oder besser dargestellt wäre. Auch die Fotographie ist erstklassig.“
Die Wiener Allgemeine Zeitung stellte heraus: „Ein Husarenstückchen der Kinematographie, denn der Film ist gelungen! (…) Das sagt, daß es dem es dem Ensemble vortrefflicher Künstler gelang, ideellen Gehalt und reiches Gemüt aus der Fabel zu heben. Diese Filmer sind Herrn Leo Feld nichts schuldig geblieben. Prächtig der Oberst des Herrn Ehmann, die Type des altösterreichischen Offiziers der in seinem Charakter Herz und Würde zu vereinen weiß, glänzend hingezeichnet. Max Neufeld, der Träger der Hauptrolle, und Hans Rhoden stellen schmucke Offiziere auf die Beine und verkörpern das Ideal, für das die jungen Mädchen schwärmen. (…) Theodor Weiß in seiner Rolle als polnischer Jude leistet ein Kabinettstück von darstellerischer Charakterisierungskunst. Fräulein Annie Müller beseelt manch schönes Bild mit einem schlicht-natürlichen Spiel. Die Regie hat aus dem Bühnenwerk die mögliche kinematographische Szenenentfaltung mit Verständnis herausgeholt. (…) Dieser Film kann sich sehen lassen.“